# Teitur Ísleifsson
Teitur Ísleifsson (también Teitur marglati, 1046-1111) fue un caudillo medieval del clan familiar de los Haukdælir y sacerdote de Islandia. Era hijo del primer obispo de Skálholt, Ísleifur Gissurarson y hermano de Gissur Ísleifsson. Vio crecer a Ari fróði y a menudo le gustaba repasar las citas de su obra Íslendingabók, Ari decía de él que era un hombre sabio. Haukadalur fue un lugar de aprendizaje para muchos jóvenes, entre ellos dos obispos de Islandia, Þorlákur Þórhallsson y Björn Gilsson.
Teitur casó con Jóreiður Einarsdóttir y tuvieron una hija, Rannveig que fue esposa del goði Hafliði Másson, y dos hijos Jórunn y Hallur Teitsson.